# Alexandru Lungu
Alexandru Lungu (ur. 3 września 1974 w Oradei) – rumuński judoka, zawodnik MMA i kick-boxer. Walczył m.in. w Pride Fighting Championships, Cage Rage Championships zarówno w MMA, jak i zawodowym kickboxingu.

## Kariera w judo
Lungu to utytułowany zawodnik judo. Był wielokrotnym mistrzem Rumunii, złotym medalistą Uniwersjady 1999, mistrzem świata (Kair 1994) i Europy juniorów (Lizbona 1994), a także brązowym medalistą mistrzostw Europy seniorów (Bratysława 1999). Reprezentował Rumunię na Igrzyskach Olimpijskich w 1996. Karierę judoki zakończył w 2005 roku.

## Kariera MMA
Profesjonalny debiut MMA zanotował 24 października 2005 roku na gali japońskiej organizacji PRIDE. Został wtedy pokonany przez techniczny nokaut przez Anglika Jamesa Thompsona.
30 września 2006 roku w Londynie na gali Cage Rage 18 poddał kluczem na rękę Marka Buchanan.
1 sierpnia 2008 roku na gali rumuńskiej organizacji Strike FC znokautował w pierwszej rundzie amerykańskiego zapaśnika Toma Eriksona.
31 października 2008 roku na gali Strike FC 3 znokautował Amerykanina Marka Bentleya.
12 kwietnia 2009 roku na gali Local Kombat 33 wygrał z Rubenem Villareal.
24 października 2009 roku poddał Amerykanina Jesse Smith Jr.
12 grudnia 2009 roku wystąpił na gali Heaven or Hell: K-1 ColliZion 2009 Final Tournament w Pradze. Jego rywalem był Słowak Rastislav Talarovic. Rumun przegrał i tym samym doznał drugiej porażki w karierze MMA.
21 maja 2010 roku na gali w Bukareszcie pokonał Amerykanina Jimmy’ego Ambriza.
20 listopada 2010 roku na gali Local Kombat – 10 Years in the Ring wygrał z Węgrem Albertem Sarkozi.
29 października 2011 roku na Gala MMA - Romania vs. Germany poddał duszeniem trójkątnym rękoma Niemca Chrisa Mahle.
7 grudnia 2012 roku na gali Local Kombat Onesti Alexandru Lungu stoczył pojedynek ze Stevenem Banksem. Podczas trwania pierwszej rundy, obaj zawodnicy wypadli poza ring. W wyniku upadku Banks stał się niezdolny do walki. 

## Kariera w kick-boxingu
Profesjonalny debiut K-1 zanotował 15 października 2011 roku w Rumunii, na gali SuperKombat World Grand Prix IV 2011. Pokonał wtedy przez nokaut w pierwszej rundzie Amerykanina Boba Sappa.
17 listopada 2011 roku na gali SuperKombat: Fight Club znokautował Amerykanina Neila Cooke’a.
12 maja 2012 roku na gali SuperKombat World Grand Prix II 2012 stoczył pojedynek z Polakiem Wiesławem Kwaśniewskim. Lungu wygrał niejednogłośną decyzją sędziów.
20 października 2012 roku na gali SuperKombat World Grand Prix IV 2012 znokautował w 2. rundzie zawodnika pochodzącego z Samoa Amerykańskiego, Deutscha Pu’u.
6 kwietnia 2013 roku na gali SuperKombat World Grand Prix IX  przegrał przez dyskwalifikację w pierwszej rundzie. Rywalem Lungu był anglik Jason Dutton.

## Lista zawodowych walk w MMA
| Wynik     | Bilans | Przeciwnik (bilans przed walką) | Rozstrzygnięcie                                                                            | Runda | Czas | Rozgrywki                            | Data       | Miejsce        | Uwagi                                                 |
| --------- | ------ | ------------------------------- | ------------------------------------------------------------------------------------------ | ----- | ---- | ------------------------------------ | ---------- | -------------- | ----------------------------------------------------- |
| Wygrana   | 22-5   | Dejan Bubic (0-5)               | Poddanie (Smother Choke)                                                                   | 1     | 4:58 | Heroes 7                             | 30.06.2023 | Ramnicu Valcea | Main Event                                            |
| Wygrana   | 21-5   | Gyula Szuhanyi (0-0)            | Poddanie (kimura)                                                                          | 1     | 2:16 | HFL 6 & ARMMADA 3                    | 16.12.2022 | Bukareszt      | Co-Main Event                                         |
| Wygrana   | 20-5   | Fredy Toro Cubano (0-0)         | TKO (ciosy pięściami w parterze)                                                           | ?     | ?    | Fight Zone 9                         | 04.12.2022 | Deva           | Main Event                                            |
| Wygrana   | 19-5   | Constantin Florin Danila (0-2)  | TKO (kontuzja nogi)                                                                        | 1     | 1:26 | Heroes 5: Bombers in Mioveni         | 16.09.2022 | Mioveni        | Main Event                                            |
| Wygrana   | 18-5   | Fredi Gonzalez (0-2)            | TKO (przerwanie przez sędziego)                                                            | 1     | 3:30 | RXF MMA 33: MMA All Stars            | 10.12.2018 | Bukareszt      |                                                       |
| Wygrana   | 17-5   | Peter Balaž (0-0)               | Poddanie (duszenie)                                                                        | 1     | 3:00 | RXF 31                               | 01.10.2018 | Kluż-Napoka    | Main Event                                            |
| Przegrana | 16-5   | Chris Barnett (16-6)            | KO (ciosy pięściami)                                                                       | 1     | 2:34 | Road FC 47                           | 12.05.2018 | Pekin          | Ćwierćfinał 2018 Openweight Grand Prix: Opening Round |
| Wygrana   | 16-4   | Adnan Alić (4-11)               | TKO (ciosy pięściami)                                                                      | 1     | 1:12 | RXF 29: MMA Allstars 4               | 18.12.2017 | Braszów        |                                                       |
| Wygrana   | 15-4   | Martin Chuděj (4-6)             | TKO (ciosy pięściami)                                                                      | 2     | 1:36 | RXF 27: Next Fighter                 | 29.07.2017 | Piatra Neamț   | Main Event                                            |
| Wygrana   | 14-4   | John Painter (1-6)              | TKO (ciosy pięściam)                                                                       | 1     | 0:25 | RXF 25: MMA Allstars 3               | 19.12.2016 | Ploeszti       | Co-Main Event                                         |
| Wygrana   | 13-4   | Amadou Konez (0-0)              | TKO (ciosy pięściami)                                                                      | 1     | 2:05 | RXF 24: Brașov Fight Night           | 10.10.2016 | Braszów        | Main Event                                            |
| Przegrana | 12-4   | Michał Wlazło (2-2)             | TKO (kolana i ciosy pięściami)                                                             | 2     | 3:11 | RXF 21: Bucharest MMA Allstars 2     | 14.12.2015 | Bukareszt      | Main Event                                            |
| Wygrana   | 12-3   | Mahmoud Hassan (1-4)            | Poddanie (duszenie)                                                                        | 1     | 2:43 | RXF 19: Kombat Fest Galați           | 31.08.2015 | Gałacz         | Main Event                                            |
| Wygrana   | 11-3   | Andrzej Kulik (0-0)             | TKO (ciosy pięściami)                                                                      | 1     | 2:01 | RXF 18: Cluj-Napoca Fight Night      | 15.06.2015 | Kluż-Napoka    | Main Event                                            |
| Wygrana   | 10-3   | Mighty Mo (6-3)                 | TKO (ciosy pięściami)                                                                      | 1     | 0:52 | RXF 15: Bucharest MMA Allstars       | 15.12.2014 | Bukareszt      | Main Event                                            |
| Przegrana | 9-3    | Tomasz Czerwiński (6-8)         | TKO (kolana i ciosy pięściami)                                                             | 1     | 4:25 | RXF 12: Fighting like in Las Vegas   | 04.08.2014 | Mamaja         | Main Event                                            |
| Wygrana   | 9-2    | Steven Banks (6-7)              | TKO (wypchnięcie rywala z ringu, na skutek czego ten był niezdolny do kontynuowania walki) | 1     | 2:25 | Local Kombat                         | 07.12.2012 | Onesti         |                                                       |
| Wygrana   | 8-2    | Chris Mahle (1-2)               | Poddanie (duszenie trójkątne rękoma)                                                       | 1     | 1:06 | Gala MMA - Romania vs. Germany       | 29.10.2011 | Kluż-Napoka    |                                                       |
| Wygrana   | 7-2    | Albert Sarkozi (0-1)            | TKO (ciosy pięściami)                                                                      | 1     | 0:25 | Local Kombat Sibiu                   | 20.11.2010 | Sybin          |                                                       |
| Wygrana   | 6-2    | Jimmy Ambriz (14-13-1)          | TKO (zatrzymanie przez lekarza)                                                            | 2     | ?    | K-1 World Grand Prix 2010 Bukareszt  | 21.05.2010 | Bukareszt      |                                                       |
| Przegrana | 5-2    | Rastislav Talarovic (1-1)       | TKO (ciosy pięściami)                                                                      | 2     | 0:46 | K-1 ColliZion 2009 Final             | 12.12.2009 | Praga          |                                                       |
| Wygrana   | 5-1    | Jesse Smith Jr (0-0)            | Poddanie (smother choke)                                                                   | 1     | 0:51 | K-1 ColliZion 2009 Final Elimination | 24.10.2009 | Arad           |                                                       |
| Wygrana   | 4-1    | Ruben Villareal (15-14-3)       | Poddanie (smother choke)                                                                   | 1     | 1:45 | Local Kombat 33                      | 12.04.2009 | Oradea         |                                                       |
| Wygrana   | 3-1    | Mark Bentley (0-0)              | KO (ciosy pięściami)                                                                       | 1     | 0:06 | Strike FC 3                          | 31.10.2008 | Kluż-Napoka    |                                                       |
| Wygrana   | 2-1    | Tom Erikson (9-3-1)             | KO (ciosy pięściami)                                                                       | 1     | 1:21 | Strike FC 2                          | 01.08.2008 | Mamaja         |                                                       |
| Wygrana   | 1-1    | Mark Buchanan (4-1)             | Poddanie (kimura)                                                                          | 1     | 1:55 | Cage Rage 18                         | 30.09.2006 | Londyn         |                                                       |
| Przegrana | 0-1    | James Thompson (10-2)           | TKO (ciosy pięściami)                                                                      | 1     | 2:13 | PRIDE 30                             | 23.10.2005 | Saitama        | Debiut w MMA                                          |

## Lista zawodowych walk w kick-boxingu
| Wynik     | Bilans | Przeciwnik          | Rozstrzygnięcie                 | Runda | Czas | Rozgrywki                               | Data       | Miejsce      | Uwagi                 |
| --------- | ------ | ------------------- | ------------------------------- | ----- | ---- | --------------------------------------- | ---------- | ------------ | --------------------- |
| Wygrana   | 15-2   | Vincent Liebregts   | TKO (trzy nokdauny)             | 2     | 2:55 | Colosseum Tournament 29                 | 14.12.2021 | Arad         |                       |
| Wygrana   | 14-2   | Adnan Alić          | Decyzja (jednogłośna)           | 3     | 3:00 | Colosseum Tournament 27                 | 20.09.2021 | Oradea       |                       |
| Wygrana   | 13-2   | Franco De Martiis   | Decyzja (jednogłośna)           | 3     | 3:00 | Colosseum Tournament 25                 | 31.05.2021 | Kluż-Napoka  |                       |
| Wygrana   | 12-2   | Tamás Hajdu         | TKO (przerwanie przez sędziego) | 1     | 1:43 | Colosseum Tournament 19                 | 25.09.2020 | Debreczyn    |                       |
| Wygrana   | 11-2   | Satisch Jhamai      | KO (kombinacja ciosów)          | 2     | 2:25 | Colosseum Tournament 15                 | 22.09.2019 | Oradea       |                       |
| Wygrana   | 10-2   | Zoltán Enyedi       | KO (lewy hak)                   | 2     | 0:20 | Colosseum Tournament 12                 | 09.05.2019 | Arad         |                       |
| Wygrana   | 9-2    | Fredi Gonzales      | TKO (przerwanie przez sędziego) | 1     | 1:30 | KO Masters 1                            | 10.12.2018 | Bukareszt    |                       |
| Przegrana | 8-2    | Yassine Boughanem   | KO (ciosy)                      | 1     | ?    | Best of Siam 11                         | 29.06.2017 | Paryż        |                       |
| Wygrana   | 8-1    | Mike Bourke         | KO (ciosy)                      | 1     | 1:25 | SUPERKOMBAT World Grand Prix 2013 Final | 21.12.2013 | Gałacz       |                       |
| Przegrana | 7-1    | Jason Dutton        | DSQ (atak na leżącego rywala)   | 1     | 3:00 | SUPERKOMBAT World Grand Prix I 2013     | 06.04.2013 | Oradea       |                       |
| Wygrana   | 7-0    | Deutsch Pu’u        | KO (prawy sierp)                | 2     | 1:42 | SUPERKOMBAT World Grand Prix IV 2012    | 20.10.2012 | Arad         |                       |
| Wygrana   | 6-0    | Wiesław Kwaśniewski | Decyzja (niejednogłośna)        | 3     | 3:00 | SUPERKOMBAT World Grand Prix II 2012    | 12.05.2012 | Kluż-Napoka  |                       |
| Wygrana   | 5-0    | Neil Cooke          | KO (ciosy pięściami)            | 1     | 0:50 | SUPERKOMBAT Fight Club                  | 17.11.2011 | Oradea       |                       |
| Wygrana   | 4-0    | Bob Sapp            | KO (lewy hak)                   | 1     | 1:11 | SUPERKOMBAT World Grand Prix IV 2011    | 15.10.2011 | Piatra Neamt | Debiut w kick-boxingu |